# Gabriel Tan
Gabriel Tan Choon Howe (15 maart 1983) is een Singaporees wielrenner.

## Carrière
In 2012 werd Tan zesde in het nationale kampioenschap op de weg. Vier jaar later werd hij zevende in de door Goh Choon Huat gewonnen tijdrit.
In 2017 nam Tan deel aan de tijdrit op het wereldkampioenschap, waar hij op plek 62 eindigde.